# Johan III van Nassau-Weilburg
Johan III van Nassau-Weilburg (27 juni 1441 - 15 juli 1480) was als mederegent van zijn vader graaf van Nassau-Weilburg, een deel van het graafschap Nassau. Hij stamt uit de Walramse Linie van het Huis Nassau.

## Biografie
Johan was de oudste zoon van graaf Filips II van Nassau-Weilburg en Margaretha van Loon-Heinsberg, dochter van Jan III van Loon-Heinsberg, heer van Heinsberg en Walburga van Meurs..
In 1472 benoemde zijn vader hem tot mederegent van het graafschap Nassau-Weilburg. De inkomsten werden voor de helft gedeeld. Johan overleed reeds in 1480, hetgeen zijn vader dwong de alleenheerschappij weer op zich te nemen. Johan werd begraven in Weilburg. Zijn vader nam de voogdij over de kinderen op zich.

## Huwelijk en kinderen
Johan huwde in 1464 met Elisabeth "de Schone" van Hessen (Kassel, 14 december 1453 - 22 april 1489), dochter van landgraaf Lodewijk I van Hessen en Anna van Saksen. Elisabeth werd begraven in Weilburg.

Uit dit huwelijk werden geboren:
1. Lodewijk  (1473 (?) - 28 mei 1523), volgde in 1490 zijn grootvader op.
2. Elisabeth, jong overleden.